# Bimbisára
Bimbisára (v sanskrtu बिम्बिसार; 558 př. n. l. – 491 př. n. l.) byl od roku 543 př. n. l. až do své smrti králem Magadhy, země ve starověké Indii. Patřil k dynastii Šišunágů, kteří byli jednou z vládnoucích dynastií Magadhy. Bimbisárovi se podařilo dobýt království Anga, čímž dosáhl rozšíření hranic své říše, ale také získání kontroly nad obchodem na Ganze. K upevnění své moci využil i sňatkové politiky. Jeho první žena byla Kóšala déví, dcera kóšalského krále Mahá Kóšaly a sestra Prasénadžita. Díky výhodnému sňatku se mu podařilo získat území Kóšalského království i Káší. Sňatkem s Chellenou, liččhavskou princeznou, získal Vaišálí. Jeho třetí žena pak měla být dcera vůdce paňdžábského klanu Madra.
Podle tradice byl Bimbisára vězněn svým synem v Rádžagrze, kde byl údajně vyhladověn k smrti.
O Bimbisárovi existuje množství záznamů, a to zejména v buddhistických džátakách. Byl současníkem Gautamy Buddhy a podle buddhistických záznamů se s ním i setkal ještě před tím, než se Buddha dosáhl probuzení. Později se prý stal jeho žákem. Tato interpretace se však rozchází se zprávami z džinistických textů, podle kterých byl Bimbisára džinistou.

## Externí odkazy

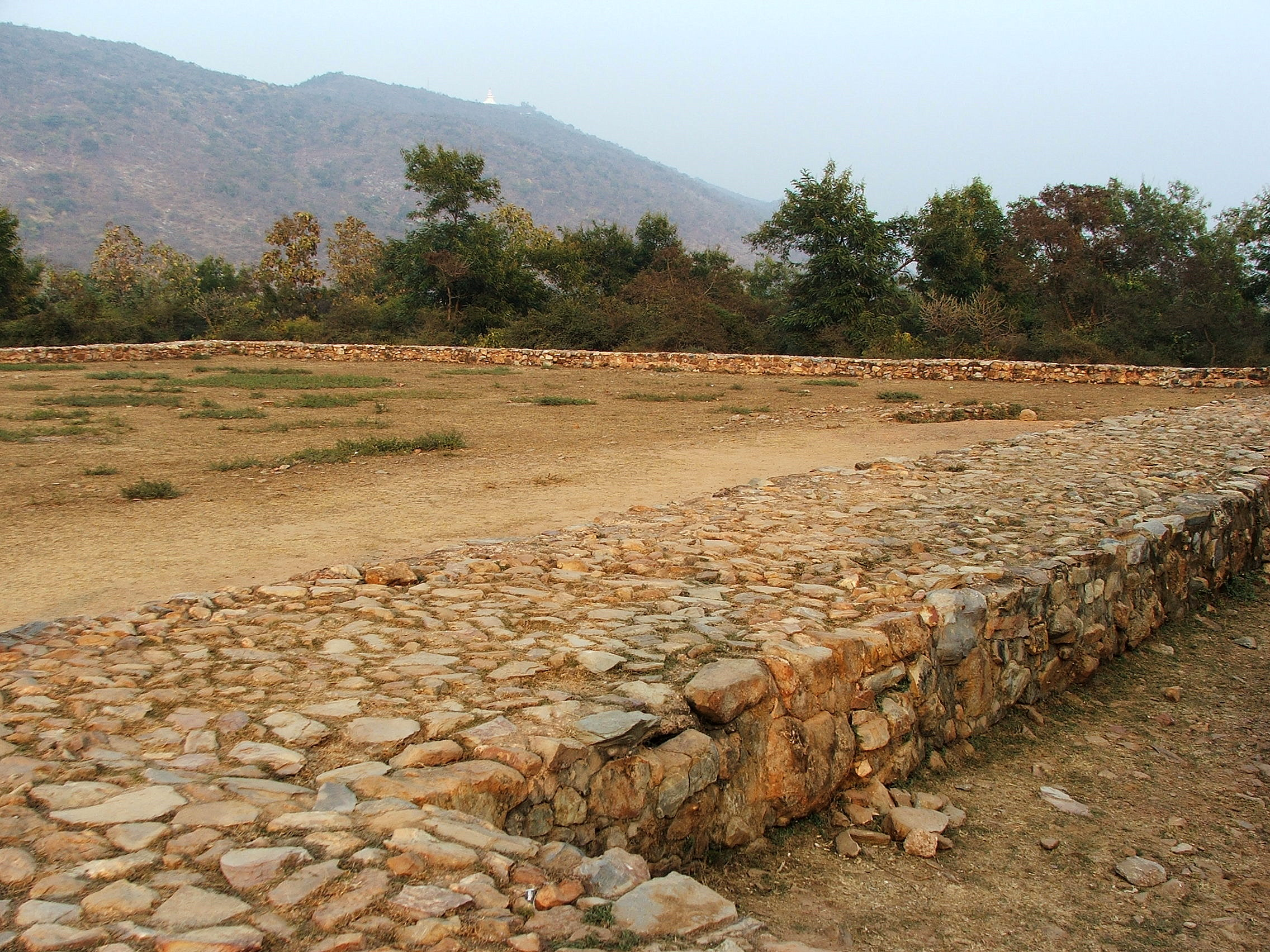
Pozůstatky Bimbisárova vězení v Rádžgiru, kde měl být Bimbisára vyhladověn vlastním synem